# Delilah Strong
Delilah Strong (Poughkeepsie, Nueva York; 26 de julio de 1982) es una actriz pornográfica estadounidense.
Inicialmente fue bailarina exótica, a los 19 años. En 2002, con 20 años de edad, empezó su carrera en la industria del entretenimiento para adultos, empezando en internet y, desde enero de 2004, haciendo escenas para DVD.
En julio de 2005, estuvo envuelta en una escena problemática. Delilah ha declarado que se cayó de cabeza y se rompió un dedo mientras trabajaba en una escena con el director Mason. Esto dio lugar a una guerra dialéctica no solo entre Mason y ella, sino que muchas otras personas en la industria, incluida la conocida estrella Tony T y el director Chico Wang, tomaron parte en ella. Ambos salieron en defensa de Delilah, mientras que Mason intentó evitar que otros directores la contratasen o formasen alguna sociedad con ella.
El incidente no la disuadió de continuar en la industria, al contrario, Delilah dice que espera permanecer en la industria todo el tiempo que sea posible, espera llevarse a casa la mayor cantidad de premios que pueda y empezar su propia compañía de producción.[cita requerida]
En mayo de 2006, Shanes World Studios la contrató por un año para la serie College Invasion, convirtiéndola en la oficial "Ms. College Invasion".

## Filmografía
| 2007 - 2 Big 2 Be True 6 - Asses of Face Destruction 3 - Ass for Days 3 - Coed Pool Party - Evil Vault 3 - Feeding Frenzy 9 - Fuck Me - I Wanna Get Face Fucked 4 - The Jenny Hendrix Anal Experience - The One - Pump My Ass Full of Cum - RefleXXXions - Shane's World 40: Scavenger Hunt 4 - Seattle - Sick Chixxx - Storm Watch 2 - Throated 13 - Upload 2006 - Fuck Slaves - Belladonna: No Warning 2 - A2 m 10 - Anal Asspirations 5 - Apple Bottomz 3 - Belladonna: Fetish Fanatic 3 - Be My Bitch 2 - Bodacious Booty - Bubble Butt Bonanza 5 - Face Invaders - Housewives Gone Black 5 | - Jake Malone's P.O.V. - Just Facials 3 - Lewd Conduct 27 - Mayhem Explosions 5 - My Daughter's Fucking Blackzilla! 12 - My First Porn 6 - My Slutty Valentine - Neighbor Affair 3 - Penetration 11 - Peter North's P.O.V. 11 - Silverlake Scenesters - Slippers - Sperm Receptacles 2 - Suck It Dry 2 2005 - First Offense 12 - Rogue Adventures 26 - Suck It Dry - Just Fuckin' 2 - She Got Ass! 7 - Angels of Debauchery 4 - 2 on 1 #22 - Ass Appeal 3 - Cream Filling 3 - Daddy's Home - Giants Black Meat, White Treat - Handjob Heaven - Jack's Big Ass Show - Jack's Playground 29 - Out Numbered 3 | - See Her Squirt - Squirt Factor - Street Walkers 3 - Swallow This 2004 - 10 Man Cum Slam 5 - 12 Nasty Girls Masturbating 1 - Bangin' Beaver on the Bus 4 - Deep Throat This 19 - A Good Source of Iron 3 - Interracial Addiction 1 - Interracial Cum Swappers - Naughty College School Girls 35 - Semen Shots 2 - Sex in the Sun - Smokin' Blowjobs - Specs Appeal 18 - Squirtwoman - Swallow Me P.O.V. - Ten Little Piggies 4 - Throat Bangers 4 - We Swallow 5 - Wet Teens 6 - White Girls Suck and Swallow - Young Fresh and Ripe 2 2003 - Dirty Little Secrets - Gangland 47 |

## Premios
- 2009 Premio AVN: Mejor trio con Jenny Hendrix y Michael Stefano por Jenny Hendrix Anal Experience.[5]